# Cheek to Cheek (album)
Cheek to Cheek je naziv zajedničkoga jazz-albuma američkih pjevača Tonyja Bennetta i Lady Gage. Album je 19. rujna 2014. objavila diskografska kuća Interscope Records. 
Album je debitirao na 1. mjestu američke top ljestvice albuma Billboard Hot 200, a na dodjeli nagrada Grammy 2015. godine osvojio je nagradu za najbolji tradicionalni pop album.

## Popis pjesama
| Br. | Skladba                                              | Tekstopisac                                     | Izvođači                 | Trajanje |
| --- | ---------------------------------------------------- | ----------------------------------------------- | ------------------------ | -------- |
| 1.  | »Anything Goes«                                      | Cole Porter                                     | Tony Bennett i Lady Gaga | 2:03     |
| 2.  | »Cheek to Cheek«                                     | Irving Berlin                                   | Tony Bennett i Lady Gaga | 2:50     |
| 3.  | »Nature Boy«                                         | eden ahbez                                      | Tony Bennett i Lady Gaga | 4:08     |
| 4.  | »I Can't Give You Anything but Love«                 | Jimmy McHugh, Dorothy Fields                    | Tony Bennett i Lady Gaga | 3:13     |
| 5.  | »I Won't Dance«                                      | Jerome Kern, Oscar Hammerstein II, Otto Harbach | Tony Bennett i Lady Gaga | 3:56     |
| 6.  | »Firefly«                                            | Cy Coleman, Carolyn Leigh                       | Tony Bennett i Lady Gaga | 1:57     |
| 7.  | »Lush Life«                                          | Billy Strayhorn                                 | Lady Gaga                | 4:14     |
| 8.  | »Sophisticated Lady«                                 | Duke Ellington, Irving Mills, Mitchell Parish   | Tony Bennett             | 3:49     |
| 9.  | »Let's Face the Music and Dance«                     | Irving Berlin                                   | Tony Bennett i Lady Gaga | 2:06     |
| 10. | »But Beautiful«                                      | Jimmy Van Heusen, Johnny Burke                  | Tony Bennett i Lady Gaga | 4:04     |
| 11. | »It Don't Mean a Thing (If It Ain't Got That Swing)« | Duke Ellington, Irving Mills                    | Tony Bennett i Lady Gaga | 2:23     |